# No hi ha cap pregunta estúpida
No hi ha cap pregunta estúpida (en anglès (There's) no such thing as a stupid question) és una frase comuna, que afirma que la recerca del coneixement inclou el fracàs, i que només perquè una persona pot saber menys que altres, no hauria de tenir por de preguntar en lloc de fingir que ja se sap. En molts casos, moltes persones potser no coneixen alguna cosa, i tenen massa por de fer la "pregunta estúpida", així que qui fa la pregunta pot estar fent un servei a favor del coneixement a les persones qui l'envolten.

## Orígens

### "No hi ha preguntes estúpides"
Carl Sagan, a la seva obra The Demon-Haunted World: Science as a Candle in the Dark va dir: "Hi ha preguntes ingènues, preguntes tedioses, preguntes mal formulades, preguntes fetes després d'una autocrítica inadequada. Però cada pregunta és un crit a entendre el món. No hi ha cap pregunta estúpida".
Una columna de Dear Abby del 1970 a The Milwaukee Sentinel deia: "No hi ha cap pregunta estúpida si és sincera. És millor preguntar i arriscar-se a semblar estúpid que seguir el seu camí ignorant i cometre un error estúpid".
"No hi ha cap pregunta estúpida, només respostes estúpides". A Presentation Skills That Will Take You to the Top l'autor Jerry Weissman diu que dins del món empresarial, l'adagi és cert. El llibre afegeix que "una pregunta pot ser desinformada, tangencial o aparentment irrellevant, però, tant si el presentador la percep com a estúpida o no, cada membre del públic té tot el dret de fer qualsevol mena de pregunta".
Al llibre In the Line of Fire: How to Handle Tough Questions – When It Counts l'autor Jerry Weissman suggereix que no hi ha preguntes estúpides, sinó que hi ha "preguntes tangencials" i que s'han de tractar de manera ràpida i eficaç.
Designing Field Studies for Biodiversity Conservation Jerry Weissman diu que "no existeix una pregunta estúpida, sempre que acabi en un signe d'interrogació".
A la sèrie de dibuixos South Park, el personatge del Sr. Garrison explica una vegada a la seva classe: "Recordeu que no hi ha preguntes estúpides, només gent estúpida".

### "Hi ha preguntes estúpides"
A l'article Ink Out Loud: There's no such thing as a stupid question,' and other ailments lavender cures es defineixen les "preguntes estúpides" com:
- Preguntes fetes per algú que ja sap la resposta, però està fent el trol a la persona que està preguntant.
- Preguntes de les quals la resposta hauria de ser dolorosament òbvia per a qualsevol persona amb pols que hagi viscut a la Terra durant més d'una dècada.
- Preguntes que es poden respondre per si mateix amb total seguretat. Al cap i a la fi, la informació trobada en línia o d'altres fonts pot ser errònia, de manera que mai està de més comprovar.
- Preguntes que inclouen suposicions ridícules o hipotètiques.
- Aquelles preguntes que ja s'han contestat, però qui la pregunta no escoltava ni prestava atenció.

## Exemples de preguntes estúpides
Les preguntes citades com a estúpides que es van fer pel grup de mitjans a la Super Bowl del 2000 al jugador Ray Lewis incloïen "Quant temps fa que estàs envoltat de matons?", "Si fossis un arbre, quin tipus d'arbre series?", i "Pots anomenar els Backstreet Boys?".
Al llibre Breaking into the Game Industry s'argumentà que l'adagi (relacionat amb "l'única pregunta estúpida és la que no es fa mai") només és rellevant per a l'aula i que al món real quan vols intentar impressionar algú, hi ha moltes preguntes estúpides que es poden fer.
School House Diary: Reflections of a Retired Educator assenyala que als professors els agrada dir aquesta frase i suggereix que, tot i que ells mateixos volen fer preguntes estúpides, es recorre a l'adagi per evitar que els alumnes siguin ridiculitzats.